# بخش پروخوروفسکی
بخش پروخوروفسکی (به لاتین: Prokhorovsky District) یک منطقهٔ مسکونی در روسیه است که در استان بیلگاراد واقع شده‌است.